# Władysław Kozakiewicz
Władysław Kozakiewicz, född den 8 december 1953 i Šalčininkai i Litauiska SSR, Sovjetunionen i dagens Litauen är en polsk före detta friidrottare som under 1970-talet och 1980-talet tillhörde världseliten i stavhopp.
Kozakiewicz deltog vid EM 1974 i Rom där han slutade på andra plats med höjden 5,35. År 1975 blev han trea vid inomhus-EM men följde upp det med en seger 1977 då på höjden 5,51 som var nytt mästerskapsrekord. 1979 försvarade han sitt guld inomhus då han hoppade 5,58 vid EM inomhus i Wien.
I början av maj 1980 slog han Dave Roberts fyra år gamla världsrekord i stavhopp när han hoppade 5,72 vid en tävling i Milano. Rekordet slogs emellertid av Thierry Vigneron i slutet av juni. Världsrekordet innebar att Kozakiewicz var en av favoriterna inför de Olympiska sommarspelen 1980 i Moskva. Hemmapublikens stora favorit var Konstantin Volkov som slutade tvåa efter Kozakiewicz som vann på den nya världsrekordhöjden 5,78. Den stora diskussionen efter finalen var den segergest som Kozakiewicz gjorde vilken retade upp Sovjetunionen.
Kozakiewicz deltog även vid VM 1983 i Helsingfors där han slutade först på en åttonde plats. 1984 valde han att emigrera till Västtyskland och blev västtysk mästare två gånger i stavhopp. 